# レイジング・ザ・フラッグ・アット・グラウンド・ゼロ
『レイジング・ザ・フラッグ・アット・グラウンド・ゼロ』（Raising the Flag at Ground Zero）は、2001年9月11日に、アメリカ同時多発テロにより倒壊したワールドトレードセンターの跡地（グラウンド・ゼロ）に星条旗を掲げるニューヨーク市消防局の3人の消防士の姿を撮影した写真である。ニュージャージー州バーゲン郡の新聞『ザ・レコード』に所属するトーマス・E・フランクリンが撮影した。
この写真は、翌日のレコード紙の一面に掲載されたほか、AP通信を通じて世界中の新聞にも掲載された。レコード紙が使用したこの写真の名称は"Raising the Flag at Ground Zero"と"Firefighters Raising Flag"であり、他に"Ground Zero Spirits"とも呼ばれる。1つ目の名称は、第二次世界大戦中の硫黄島の戦いでアメリカ兵が星条旗を掲げる様子を撮影した『硫黄島の星条旗』(Raising the Flag on Iwo Jima)を意識したものであり、構図や撮影した状況などから両者はしばしば比較される。

## 写真
フランクリンは、タグボートに乗ってハドソン川を渡り、ワールドトレードセンターが崩壊した後の正午頃に現地に到着した。そして午後5時過ぎ、ワールドトレードセンターとその西にあるワールドフィナンシャルセンターを結びウェストサイド・ハイウェイを横切る歩行者用通路の下で、写真家のジェームズ・ナクトウェイとともにこの消防士たちを見た。フランクリンによると、消防士たちは彼から約150ヤード（140メートル）離れた所におり、その100ヤード（91メートル）先にワールドトレードセンターの残骸があった。旗は地上から約20フィート（約6メートル）の高さまで掲げられた。フランクリンは望遠レンズを使ってこの写真を撮影した。
写真に写っている消防士は、ブルックリンの消防署に勤務する、ロッカウェイビーチのジョージ・ジョンソン、ロングアイランドのダン・マクウィリアムス、スタテンアイランドのビリー・アイゼングリンである。

## 星条旗
掲げられた星条旗は、ワールドフィナンシャルセンターの前のハドソン川に停泊していたヨット「スター・オブ・アメリカ」の帆桁に掲げられていたものである。マクウィリアムスが電動のこぎりで帆桁を切断し、グラウンド・ゼロの北西側にある避難場所に運んだ。そして、瓦礫の中に、地面から20フィート（約6メートル）ほど突き出たポールを発見し、そこに星条旗を掲げたのである。
その後、この時掲げられた星条旗だとされるものがニューヨーク市当局に届けられた。当時のニューヨーク市長ルドルフ・ジュリアーニとニューヨーク州知事ジョージ・パタキがこの旗にサインをし、ニューヨーク市庁舎、ヤンキー・スタジアムや中東沖に展開中の空母「セオドア・ルーズベルト」(CVN-71)で掲揚された 。
しかし、ヨットの持ち主のシャーリー・ドレイファスがこの旗を正式にニューヨーク市に寄贈するために確認したところ、この旗はグラウンド・ゼロに掲げられた旗（ドレイファスが持っていた旗）とは異なることが判明した。ドレイファスが持っていた旗は4×6フィート（1.2×1.8メートル）だが、市が持っていた旗は5×8フィート（1.5×2.4メートル）と、サイズが異なっていた。本来の旗は行方不明となっていた。ドレイファスはこの旗を取り戻すためのウェブサイトを立ち上げた。
2013年にCNNが制作したドキュメンタリー映画"The Flag"は、この旗の行方を調査したもので、その結果、この旗がグラウンド・ゼロに掲げられた数時間後には行方不明になっていたことが判明した。
その後、グラウンド・ゼロに掲げられた本物の旗が発見された。これは、2014年にヒストリーチャンネルで放送された『ブラッド・メルツァーの失われた歴史』でこの旗が取り上げられたことがきっかけだった。放送後、放送で紹介された星条旗の特徴が自分が持っているものと同じだと気づいた元海兵隊員の男が、ワシントン州エバレットの消防署にそれを持参した。その後のその男の行方は不明であり、この旗がどのようにしてその海兵隊員の手に渡ったのかは不明である。その旗が倒壊直後のグラウンド・ゼロにあったと見られることが科学的な調査により実証され、また、ドレイファスが保有していたヨットの建造者に旗を見てもらって、それがそのヨットに掲げられていたものであることが確認された。調査の様子は、アメリカ同時多発テロのちょうど15年後の2016年9月11日に、ヒストリーチャンネルの番組"America's 9/11 Flag: Rise From the Ashes"で紹介された。ドレイファスは、返還された旗をナショナル・セプテンバー11メモリアル&ミュージアムに寄贈した。

## その後

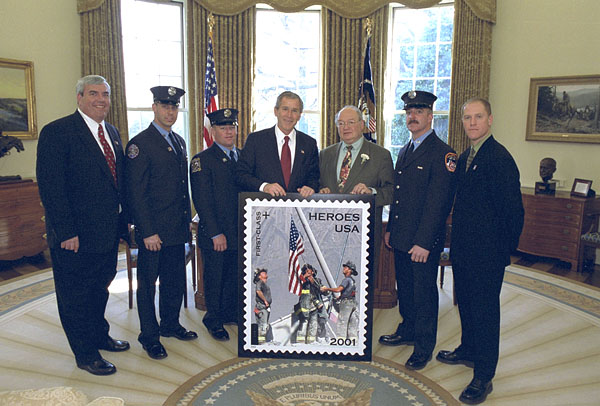
2002年3月11日にホワイトハウスで行われた切手の発表の様子。左から郵政長官ジョン・E・ポッター、消防士ビリー・アイゼングリン、消防士ジョージ・ジョンソン、大統領ジョージ・W・ブッシュ、下院議員ゲイリー・アッカーマン、消防士ダン・マクウィリアムズ、写真家トーマス・E・フランクリン

マンハッタンの弁護士マイケル・ケッセルは、この写真を切手にすることをニューヨーク州選出の下院議員ゲイリー・アッカーマンに提案し、2002年3月にアメリカ合衆国郵政公社はこの写真を元にした切手を発行した。額面34セントの切手が45セントで販売され、差額は連邦緊急事態管理庁の救援活動のために寄付された。本来、人物の肖像が入った切手はその人物が亡くなった後でないと発行されない規定であるが、これは特例で認められた。
2001年12月、ニューヨーク市消防局は、この写真を元にした銅像を消防局本部に設置する計画を発表した。しかし、写真に写っているのは3人の白人の消防士であるにもかかわらず、発表されたデザイン案には黒人、白人、ヒスパニック系の消防士も含まれていたことから議論の的となり、結局このデザインによる銅像は建立されなかった。
2007年11月5日、メリーランド州エミッツバーグの国立消防士記念公園に、この写真を元にした高さ12メートルのブロンズ像"To Lift A Nation"が建立された。

## 別アングルからの写真
同じ光景を、コンタクト・プレス・イメージズのロリー・グリンカーや『ザ・ジャーナル・ニュース』のリッキー・フローレスも別アングルから撮影していた。グリンカーは掲揚の一部始終を撮影した。フローレスは近くのビルの2階から撮影していた。